# Friend/Enemy
Friend/Enemy war eine US-amerikanische Emo-Formation aus Chicago, Illinois.

## Bandgeschichte
Friend/Enemy wurde 2001 gegründet als ein weiteres Projekt von Tim Kinsella, dem früheren Frontmann von Cap’n Jazz und jetzigen Leader von Joan of Arc und Make Believe. Der Kern der Band bestand neben Tim Kinsella aus Todd Mattei, ebenfalls Mitglied bei Joan of Arc, und Jim Becker von Califone.
Die erste und bisher auch einzige Veröffentlichung war 10 Songs von 2002, das in den Slabb Studios von Chicago eingespielt und von Perishable Records vertrieben wurde. Einige der führenden Indie-Musiker der Stadt lieferten zu diesem Album nicht unwesentliche Beiträge, darunter waren z. B. der Gesang von Caryn Culp (Plastic Crime Wave), Keyboard von Andy Lansagan (The 90 Day Men), Bass von Nick Macri (Euphone, Sunny Day Real Estate), Piano von Azita Youssefi (Bride of No No) und Bass von Sam Zurick (Joan of Arc und Owls).

## Diskografie
- 2002: 10 Songs (Album, Perishable Records)

Studiomusiker
- Caryn Culp (Gesang)
- Emma Grace Ketner (Begleitgesang)
- Andy Lansangan (Keyboard)
- Azita Youssefi (Piano)
- Graeme Gibson (Orgel)
- Sam Zurick (Bass)
- Nick Marci (Bass)
- Zac Hill (Schlagzeug)
- Chris Powell (Schlagzeug, Percussion)